# Lesbia Soravilla
Lesbia Soravilla (Camagüey, 1907 - 1989) fue una escritora, feminista y activista cubana adscrita a la vanguardia de las décadas de 1920 y 1930. De formación autodidacta, incursionó en el cuento, poesía y novela con contenido feminista.
Dentro del activismo, participó en la fundación de varias organizaciones en pro de los derechos de las mujeres como el Club Femenino de Cuba y la Unión Nacional de Mujeres, junto a otras escritoras como Ofelia Rodríguez Acosta, Berta Arocena, Julieta Carreta y Tete Casuso. Junto a Ofelia Rodríguez Acosta, pertenece al grupo de las primeras exponentes del denominado «cuento caribeño» que participaron en agrupaciones que buscaban la defensa de los derechos de las mujeres en sus respectivos países.

## Obras
- El dolor de vivir (novela, 1932).
- Cuando liberan los esclavos (novela, La Habana: Editorial Cultura, 1936).